# ヒメカンスゲ
ヒメカンスゲは、小型で常緑性のスゲである。スゲ類にしては目立つ花をつける。

## 特徴
ヒメカンスゲ(Carex conica Boott)は単子葉植物カヤツリグサ科スゲ属の多年生草本である。スゲとしては小柄で、山間ではごく普通に見られる。名前は姫寒菅で、カンスゲに似て小さいことから。
葉は堅くて細長く、巾は2-4mm、深緑でつやがある。縁はかなりざらつく。常緑性。少数株が集まり、地下か地表に匍匐茎を出す。根元の鞘は紫に色づく。
花茎は高さは10-40cm、先端の頂小穂は雄小穂で、黒褐色から褐色でやや太い楕円形。その下には互いに離れて数個の雌小穂が出る。その基部にある苞は鞘状で、先端部は針状にとがる。鞘は紫っぽく色づく例が多い。雌小穂は細長い線形で、下部のものははっきりした柄があり、斜め上に向いて出る。小花はややまばらにつく。果胞は倒卵状楕円形で先端は短い嘴となり、やや反り返る。鱗片は紫褐色で果胞より少し短い。
かなり早い時期に咲く植物である。三月から四月、他のスゲ類よりも早くに花が咲く。特に花茎先端の雄小穂は葯が多数突き出るが、これがやや黄色みが強く、細長くて大きく、黄色い房のように見え、小柄ながらも他のスゲ類よりよく目立つ。

## 分布と成育環境
生育範囲は広い。人里にはあまり出現しないが、里山の林縁から深山まで、日向の斜面から渓流の周辺まで見られる。山間部では棚田の畦斜面に出現する例もある。日なたでは葉を地表に広げた姿で見られ、日陰では長く葉を伸ばし、やや立ち上がった姿も見かける。ただしその姿には変異も多い。小さな株が集まって群落を形成することが多いので、目につきやすい。特に傾斜したところによく見られ、岩の上に出ることもよくある。
北海道から九州までに広く分布する種で、この他に済州島から知られている。

## 変異と類似種
変異の多い種である。生育環境も幅広いから、葉の幅や匍匐茎の様子などにかなりの幅があり、細い葉をやや立てて出すものと、少し幅広いものをロゼット状に出すものでは随分見かけも異なる。
瀬戸内海沿岸地域の低地には染色体数の異なる集団があり、瀬戸内型と呼ばれている。分類群としての名はついていない。瀬戸内型の方が全体に柔らかで、鞘などの着色も薄い傾向がある。
雌花の鱗片や果胞が赤く染まるものをベニカンスゲ(var. rubens Kuek.)と呼んで区別する向きもあるが、はっきりと区別できるものではないようである。
類縁の近いホンモンジスゲ類やミヤマカンスゲの中の小柄な株はよく似て見えることがある。また、この類の中には鱗片が緑のものが多い中、鱗片などの着色が強く、そのため同属ではあるがやや遠縁とされるショウジョウスゲなどの小柄なものも紛らわしい場合がある。
この他、以下の種は特にヒメカンスゲの変種や近縁種であると言われる。
- トカラカンスゲ C. conica var. scabrifolia (T. Koyama) Hatsus.
- オオシマカンスゲ C. oshimensis Nakai

分類上は上記のカンスゲやミヤマカンスゲ、あるいはアオスゲなどと共にシバスゲ節(Sect. Praecoces)、あるいはヌカスゲ節(Sect. Mitratae)に含める。

## 備考
この種は、花が目立つことで知られる。一般にスゲ属の花は地味で、普通の人から見れば咲いているのかいないのかも分からないものが多い中、この植物の場合、先端に出る雄小穂からはあふれるほどに葯が飛び出し、はっきりと黄色く色づくので、かなり目を引く。他にまだ花の少ない時期のことでもあり、注目度も高く、多分ネット上の花の写真数では、カンスゲやカサスゲなどの名の通ったものに継ぐ勢いである。
ただし、そのために花時の写真ばかりが出回り、同定が不確かな例が見られる。スゲ属の同定は果実が成熟した状態での果胞や果実の形態などが重視されるため、花が咲いている時点では種を同定するのは難しく、比較的わかりやすいこの種であっても近似の別種が混同されている可能性が高いし、その場合にもそうであるかどうかの判断ができないことが多い。逆に知名度の点から、よくわからないものをカンスゲとしている例もあり、注意を要する。